# Slowakische Badminton-Mannschaftsmeisterschaft 2018
Die Slowakische Badminton-Mannschaftsmeisterschaft 2018 war die 25. Auflage der Teamtitelkämpfe in der Slowakei. Meister wurde Betpres Košice.

## Endstand
| Platz | Team                  |
| 1.    | Betpres Košice        |
| ----- | --------------------- |
| 2.    | Spoje Bratislava      |
| 3.    | Sokol Ilava           |
| 4.    | Merkury Broker Košice |
| 5.    | Lokomotíva Košice     |
| 6.    | CEVA Trenčín          |
| 7.    | AS Trenčín            |
| 8.    | Fénix Bratislava      |

## Spiel um Platz 7
- Trenčín 18.11.2018
- AS Trenčín – Fénix Bratislava 6:2 (13:4)

## Play-offs
- Banská Bystrica 24.-25.11.2018

### Viertelfinale
- Sokol Ilava – CEVA Trenčín 5:3 (10:7)
- Lokomotíva Košice – Merkury Broker Košice 3:5 (7:13)

### Spiel um Platz 5
- Lokomotíva Košice – CEVA Trenčín 4:4 (9:9)

### Halbfinale
- Betpres Košice – Merkury Broker Košice 7:1 (14:2)
- Spoje Bratislava – Sokol Ilava 6:2 (12:4)

### Spiel um Platz 3
- Sokol Ilava – Merkury Broker Košice 5:3 (10:8)

### Finale
- Betpres Košice – Spoje Bratislava 7:1 (14:4)